# Elysia delcarmen
Elysia delcarmen is een slakkensoort uit de familie van de Plakobranchidae. De wetenschappelijke naam van de soort werd voor het eerst geldig gepubliceerd in 2017 door Ortea.